# Yali (Volk)

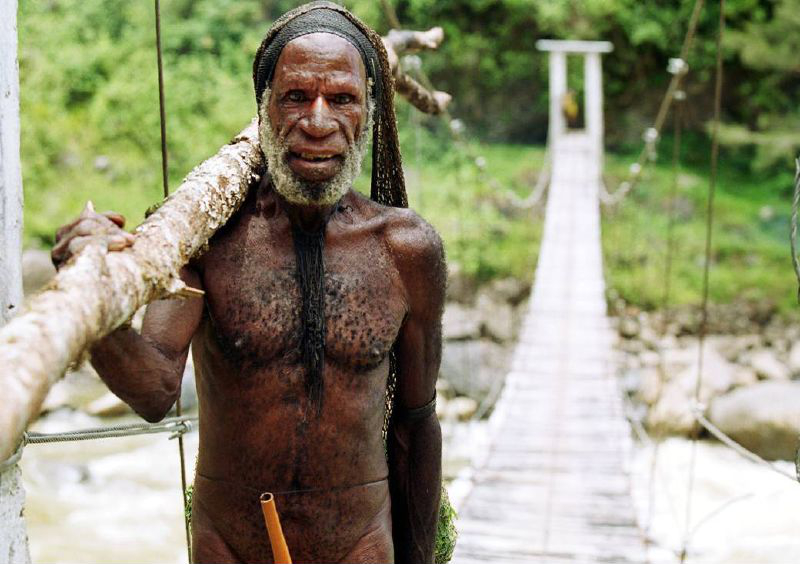
Mann vom Volk der Yali mit dem häufig anzutreffenden Kopfnetz über den Nacken

Die Yali sind ein melanesischer Volksstamm in Papua, Indonesien. Sie leben im Osten des Baliem-Tals im gebirgigen Hochland von Papua. Das Dani-Wort für östliche Nachbarn lautet Yali, weshalb sich das Wort bei den Yali eingebürgert hat, ohne Eigenbezeichnung für ihren Stamm zu sein.
Das Siedlungsgebiet der Yali liegt zwischen der östlichen Begrenzung durch den Fluss Ubahak, und der westlichen durch die Flüsse Sibi, Yahuli und Podeng. Wichtigste Orte im als Yalimo bekannten Gebiet sind Angguruk und Kosarek. Die Bevölkerungszahl wurde 1991 auf 15.000 geschätzt. Die Hauptorte sind nur durch provisorische Kleinflugplätze mit der Außenwelt verbunden. Die Dörfer sind nur durch mehrstündige Fußmärsche auf Trampelpfaden von den Hauptorten zu erreichen. Das Gebiet ist touristisch noch nicht erschlossen. Benachbart leben im Westen die Dani und im Nordwesten, teils bereits im Gebirge, die Lani. Im Osten und Süden leben die Eipo und Mek.
Die Yali sind heute christlich, vor allem evangelischer Konfession. Bis in die 1970er Jahre wird von Kannibalismus-Praktiken berichtet. Die christlichen Missionare stoppten die früher zahlreichen Dorffehden, die alten Kriegsrituale und der Ahnenkult gerieten in Vergessenheit. Die Yali leben in Dörfern in Rundhäusern auf Pfählen, wobei Frauen- und Männerhäuser die Geschlechter voneinander trennen. Trinkwasser, Brauchwasser und Abwasser sind streng voneinander separiert. Die Yali sind wie viele Bergpapuas klein von Statur (teilweise unter 150 cm). Traditionell sind die Männer nur mit Penisfutteral (Koteka) und Rattanring um die Hüfte bekleidet. Ihr Haupt schmückt gelegentlich ein mittels Baumsäften schwarzglänzend getränktes Kopfnetz mit einer im Nacken spitz zulaufenden Form. Die Frauen tragen nur einen Schilfgrasrock. Allerdings sind zunehmend T-Shirt und Hose bzw. Rock und Bluse zu sehen.
Die Yali ernähren sich hauptsächlich vom Anbau der Süßkartoffel. An Festtagen wie Hochzeiten werden rituell Schweine geschlachtet, die allerdings nur extensiv gehalten werden. Obst zählt nicht zu den gebräuchlichen Nahrungsmitteln.
Die Yali sprechen eine der Sprache der Dani ähnliche Sprache der Ngalik-Nduga-Untersprachfamilie.